# Steve Lombardozzi, Jr.
Stephen Paul Lombardozzi, Jr. (né le 20 septembre 1988 à Edina, Minnesota, États-Unis) est un joueur de deuxième but et voltigeur des Ligues majeures de baseball.
Il est le fils de Steve Lombardozzi, aussi joueur de deuxième but, qui a évolué dans les Ligues majeures pour les Twins et les Astros de 1985 à 1990.

## Carrière

### Nationals de Washington
Steve Lombardozzi est repêché par les Nationals de Washington au 19e tour de sélection en 2008. 
Il fait ses débuts dans le baseball majeur avec Washington le 6 septembre 2011. Il réussit son premier coup sûr au plus haut niveau le 12 septembre contre le lanceur R. A. Dickey des Mets de New York et obtient sur le même jeu son premier point produit. 
Après 13 parties jouées pour Washington en 2011, il est avec les Nationals pour la majeure partie des saisons 2012 et 2013. Il joue principalement au deuxième but mais aussi comme joueur de champ extérieur. Il réussit son premier coup de circuit dans les majeures le 3 juin 2012 face à Tommy Hanson des Braves d'Atlanta. Il frappe pour 0,273 de moyenne au bâton avec 3 circuits et 27 points produits en 2012, ajoutant un coup sûr en 3 présences au bâton dans les séries éliminatoires. En 2013, Lombardozzi frappe pour 0,259 avec 2 circuits et 22 points produits en 118 parties jouées.

### Orioles de Baltimore
Le 2 décembre 2013, les Nationals échangent Lombardozzi et deux jeunes lanceurs gauchers, Robbie Ray et Ian Krol, aux Tigers de Détroit pour le lanceur partant droitier Doug Fister. Vers la fin du camp d'entraînement 2014 des Tigers, ceux-ci échangent Lombardozzi. Il passe le 24 mars 2014 aux Orioles de Baltimore en échange du joueur d'avant-champ Álex González.

### Pirates de Pittsburgh
Le 3 février 2015, les Orioles transfèrent Lombardozzi aux Pirates de Pittsburgh. Il apparaît dans 12 matchs des Pirates au cours de la saison qui suit mais ne récolte aucun coup sûr, se contentant d'un but-sur-balles en 11 passages au bâton.

### White Sox de Chicago
Il rejoint les White Sox de Chicago le 26 octobre 2015 mais est libéré de son contrat le 31 mars 2016, à quelques jours du début de la nouvelle saison.